# Evangeličanska Cerkev
Evangeličanska cerkev je protestantska cerkev, ki izhaja neposredno iz reformacijskega gibanja, ki ga je sprožil Martin Luther. 
Slovencem je najbolj znana Evangeličanska cerkev augsburške veroizpovedi, ki izhaja neposredno iz Luthrovega gibanja in jo zato imenujemo tudi Luteranska cerkev. V slovenščini izraz Evangeličanska cerkev običajno enačimo s tem pomenom.
V širšem smislu lahko izraz evangeličanske cerkve pomeni tudi druge cerkve, ki izhajajo iz reformacijskega gibanja v 16. stoletju, zlasti cerkve, ki so nastale na naukih Ulricha Zwinglija in Jeana Calvina – imenujemo jih tudi evangeličanske cerkve helvetske veroizpovedi, kalvinske Cerkve ali tudi reformirane cerkve.
Evangeličanske cerkve včasih uvrščamo v širšo skupino evangeličanska cerkva.

## Evangeličanski nauk
Evangeličanski teološki nauk je utemeljil Luther na štirih glavnih postavkah:
- Sola fide – samo vera pomeni, da si človek prisluži odrešenje samo z vero, ne pa z dejanji.
- Sola gratia – samo (Božja) milost pomeni, da je za odrešenje potrebna samo Božja milost, ne pa posebne molitve in dela oziroma odpustki.
- Solus Christus – samo Kristus pomeni, da je vrhovna avtoriteta vseh vernikov Kristus, ne pa Cerkev ali papež.
- Sola Scriptura – samo Sveto Pismo pomeni, da je podlaga verovanja samo, kar je zapisano v Svetem pismu, ne pa tradicija, ki se je izoblikovala v (Rimskokatoliški) cerkvi.